# 영암 장천리 선사주거지
영암 장천리 선사주거지(靈岩 長川里 先史住居址)는 대한민국 전라남도 영암군 서호면 장천리에 있는, 청동기시대의 집자리 유적으로, 서호면 면소재지에서 동남쪽으로 약 500m 떨어진 장천리 괴음마을 앞 도로변에 자리하고 있다. 1986년 9월 29일 전라남도의 기념물 제98호로 지정되었다.

## 개요
청동기시대의 집자리 유적으로, 서호면 면소재지에서 동남쪽으로 약 500m 떨어진 장천리 괴음마을 앞 도로변에 자리하고 있다.
지름 4.3∼5.2m의 움집터이며, 형태는 원형 내지 타원형을 이루고 있다. 중앙에 얕은 구덩이가 있고, 바닥면 가장자리에 기둥구멍이 마련되어 있는데, 화로터나 출입구가 없는 것이 특색이다. 출토된 유물로는 항아리형·사발형의 무늬없는토기, 화살촉·가락바퀴·삼각형 돌칼 등 석기류가 있다.
1984년 목포대학 박물관에서 발굴조사한 것으로, 한반도 서남부지역에서만 볼 수 있는 독특한 문화권의 유적이다.
현재 유적 내에는 집터 2기가 복원된 형태로 전시되어 있다.

## 주변 건축 허용기준
2020년 1월 16일 '전라남도 지정문화재 역사문화환경 보존지역 내 건축행위 등에 관한 허용기준'이 고시되었다.

## 참고 문헌
- 영암 장천리 선사주거지 - 국가유산청 국가유산포털